# Ypsilon Bootis
Ypsilon Bootis (υ Bootis, förkortad Ypsilon Boo, υ Boo), som är stjärnans Bayer-beteckning, är en ensam stjärna i sydvästra delen av stjärnbilden Björnvaktaren. Den har en skenbar magnitud av 4,02 och är synlig för blotta ögat där ljusföroreningar ej förekommer. Baserat på parallaxmätning inom Hipparcosuppdraget på ca 12,4 mas, beräknas den befinna sig på ett avstånd av ca 263 ljusår (81 parsek) från solen.

## Egenskaper
Upsilon Bootis är en orange till röd jättestjärna av spektralklass K5.5 III. Den har en massa som är omkring 10 procent större än solens massa, en radie som är ca 38 gånger solens radie och avger ca 332 gånger mer energi än solen från dess fotosfär vid en effektiv temperatur på ca 3 900 K.